# Эмерсон, Джон (режиссёр)
Джон Эмерсон (англ. John Emerson; 29 мая 1874, Сандаски, Огайо — 7 марта 1956, Пасадина, Калифорния) — американский писатель, сценарист, кинорежиссёр, продюсер и актёр. Высшее достижение как продюсера — номинация фильма «Сан-Франциско» на премию «Оскар» в категории «Лучший фильм» (1937 год).

## Биография
Джон Эмерсон учился в родном штате Огайо.
Самым ранним известным участием Эмерсона в создании кино является 1912 год — он стал сценаристом нескольких короткометражных фильмов. Правда, до этого он уже работал на Бродвее как сценарист и режиссёр.
Считается, что самым важным вкладом Эмерсона в период развития немого кино были его фильмы «Тайна летучей рыбы» (1916) и «Американец» (1916).
В 1920—1928 годах Эмерсон был президентом Actors' Equity Association — профсоюзного объединения американских актёров.
Супруга: киносценарист Анита Лус (с 15 июня 1919).

## Фильмография
Сценарист
- 1912 The Agitator (короткометражный)
- 1912 Geronimo’s Last Raid (короткометражный)
- 1914 The Conspiracy — пьеса
- 1915 «Старый Гейдельберг» (Old Heidelberg)
- 1915 «Привидения» (Ghosts)
- 1916 «Его фотография в газетах» (His Picture in the Papers)
- 1916 The Flying Torpedo
- 1916 «Макбет» (Macbeth)
- 1916 The Social Secretary
- 1916 The Matrimaniac
- 1916 «Американец» (The Americano)
- 1917 «Дикий и дремучий» (Wild and Woolly)
- 1917 «Ближе к земле» (Down to Earth)
- 1917 Reaching for the Moon
- 1918 Let’s Get a Divorce
- 1918 Hit-the-Trail Holliday
- 1918 Come on In
- 1918 Good-Bye, Bill
- 1919 Under the Top — рассказ
- 1919 Getting Mary Married
- 1919 Oh, You Women! — рассказ
- 1919 A Temperamental Wife
- 1919 The Isle of Conquest
- 1919 A Virtuous Vamp
- 1920 Two Weeks
- 1920 In Search of a Sinner
- 1920 The Love Expert
- 1920 Dangerous Business
- 1920 The Perfect Woman — рассказ
- 1921 Mama’s Affair
- 1921 Woman’s Place — рассказ
- 1922 Red Hot Romance — рассказ
- 1922 Polly of the Follies — рассказ
- 1923 Dulcy
- 1924 Three Miles Out
- 1925 Learning to Love (1925) — сюжет
- 1926 «Весь город говорит» (The Whole Town’s Talking) — пьеса
- 1928 Gentlemen Prefer Blondes
- 1929 The Fall of Eve — рассказ
- 1930 Conspiracy — пьеса
- 1931 Ex-Bad Boy — рассказ
- 1931 «Борьба» (The Struggle)
- 1934 Social Register — рассказ
- 1934 «Девушка из Миссури» (The Girl from Missouri)
- 1938 «Ковбой и леди» (The Cowboy and the Lady) — в титрах не указан

Режиссёр
- 1915 «Старый Гейдельберг» (Old Heidelberg)
- 1915 «Привидения» (Ghosts)
- 1916 His Picture in the Papers
- 1916 «Макбет» (Macbeth)
- 1916 «Тайна летучей рыбы» (The Mystery of the Leaping Fish) (короткометражный)
- 1916 The Social Secretary
- 1916 «Меньше, чем пыль» (Less Than the Dust)
- 1916 «Американец» (The Americano)
- 1917 In Again, Out Again (1917)
- 1917 «Дикий и дремучий» (Wild and Woolly)
- 1917 «Ближе к земле» (Down to Earth)
- 1917 Reaching for the Moon
- 1918 Come on In
- 1918 Good-Bye, Bill
- 1919 Oh, You Women!
- 1922 Polly of the Follies

Продюсер
- 1918 Come on In
- 1918 Good-Bye, Bill
- 1919 A Temperamental Wife
- 1920 In Search of a Sinner
- 1920 The Love Expert
- 1920 Dangerous Business
- 1922 Red Hot Romance — исполнительный продюсер
- 1936 «Сан-Франциско» (San Francisco)
- 1937 Mama Steps Out
- 1937 «Саратога» (Saratoga)

Актёр
- 1913 On Forbidden Paths (короткометражный)
- 1914 The Conspiracy — Уинтроп Клэверинг
- 1915 The Bachelor’s Romance — Дэвид Холмс
- 1915 The Failure — Том Вардер
- 1915 «Привидения» (Ghosts)
- 1916 The Flying Torpedo — Уинтроп Клэверинг
- 1926 «Дама с камелиями» (Camille) (короткометражный) — барон де Варвилль